# Donation Helldorf
La donation Helldorf (Helldorf-Spende), parfois aussi nommé la donation comte Helldorf, est une contribution obligatoire pour les Juifs les plus fortunés de Berlin pendant la période nazie.

## La donation Helldorf
Cette contribution obligatoire a été conçue par Wolf-Heinrich von Helldorf, en 1935, alors préfet de police de Berlin, et mise en œuvre à partir de 1938 sans aucune base légale. La désignation de cette redevance comme donation est un euphémisme, car son paiement n'avait rien de volontaire, mais était au contraire la condition sine qua non pour les Juifs riches qui désiraient obtenir un passeport et donc avoir la possibilité d'émigrer pour sauver leur vie.
Les Berlinois classés selon les lois raciales nazies comme juifs, et dont les actifs étaient supérieurs à 300 000 reichsmarks, devaient payer selon leur richesse entre 50 000 et 300 000 reichsmarks à un fonds d'urgence mis en place par Helldorf, soi-disant pour venir en aide aux Juifs nécessiteux. Mais les sommes extorquées pouvaient être beaucoup plus élevées.
Selon le témoignage de certaines victimes, celles-ci étaient convoquées au quartier général de la police où Müller-Scholtes, assesseur du gouvernement, après avoir enregistré l'état de fortune de la victime et confisqué son passeport, lui parlait de façon attrayante et prometteuse de la donation Helldorf.

## Quelques victimes
Parmi les personnes extorquées par les autorités policières nazies, on trouve :
- William Meinhardt (de), directeur général d'Osram avant 1933 et président de la Danat-Bank, doit verser la somme de 100 000 reichsmarks en donation Helldorf, avant d'obtenir l'autorisation pour lui et sa femme Eva d'émigrer en Angleterre[2].

- Julius Fromm, fabricant de préservatifs[3], qui en plus de la donation Helldorf, fut forcé de vendre sa société à très bas prix à la baronne Elisabeth von Epenstein, la marraine de Hermann Göring.

- Moritz et Eugen Garbaty, fils du fabricant de cigarettes Josef Garbáty (de), doivent verser la somme globale de 1,15 million de reichsmarks en donation Helldorff[4].

- Martha Liebermann, née. Marckwald et veuve du peintre Max Liebermann doit payer 10 000 reichsmark[5], mais ne quitte pas l'Allemagne et se suicidera avant sa déportation au camp de concentration de Theresienstadt.

- Paul Mamroth (de), cofondateur d'AEG. Le voisin de Mamroth à Teltow était depuis 1935 le comte von Helldorf lui-même[6].

- Paul Mendelssohn Bartholdy le jeune, chimiste, industriel et membre du conseil d'administration d'Agfa, fondée par son père Paul Mendelssohn Bartholdy l'ancien[7].

## Résultats et fin de la donation Helldorf
Lors d'une des premières réunions du Reichszentrale für jüdische Auswanderung (Bureau central pour l'émigration juive), le 11 février 1939, Reinhard Heydrich attire l'attention sur le montant de trois millions de reichsmarks de donations Helldorff transféré par la préfecture de police de Berlin au ministère du Reich à l'Économie. Heydrich ne fait aucune mention du montant total ni des sommes restées à disposition de la police.
Cette taxe perçue dans l'Altreich (le Reich avant l'Anschluss) des Juifs allemands désirant émigrer, sert de modèle à Adolf Eichmann, qui dès 1938, l'applique en Autriche par l'intermédiaire de l'Office central pour l'émigration juive à Vienne.
Apparemment, la contribution Helldorf, sans assise légale, est arrêtée en 1939 par Hermann Göring, qui a été alerté par la communauté juive de Berlin. Avec le déclenchement de la Seconde Guerre mondiale le 1er septembre 1939, les possibilités légales d'émigrer dans un pays sûr pour les Juifs allemands sont strictement limitées, puis totalement impossibles à partir d'octobre 1941, sur instruction d'Heinrich Himmler.

## Dédommagement aux victimes
À partir de 1956, la République fédérale d'Allemagne décide sous certaines conditions de rembourser la donation Helldorf extorquée aux Juifs, en la considérant comme un prélèvement réel spécial conformément à l'article 59 de la Bundesentschädigungsgesetz (BEG - loi fédérale relative à l'indemnisation des victimes des persécutions nazies).